# Concerto per pianoforte (Massenet)
Il Concerto per pianoforte di Jules Massenet è un'opera del 1902 per pianoforte solista e orchestra. È scritto per un'orchestra delle dimensioni tipiche dell'epoca. Il concerto fu eseguito nel 1903 da Louis Diémer al Conservatoire de Paris. Dopo la prima è rapidamente caduto nell'oscurità e oggi lo si ascolta raramente.

## Composizione

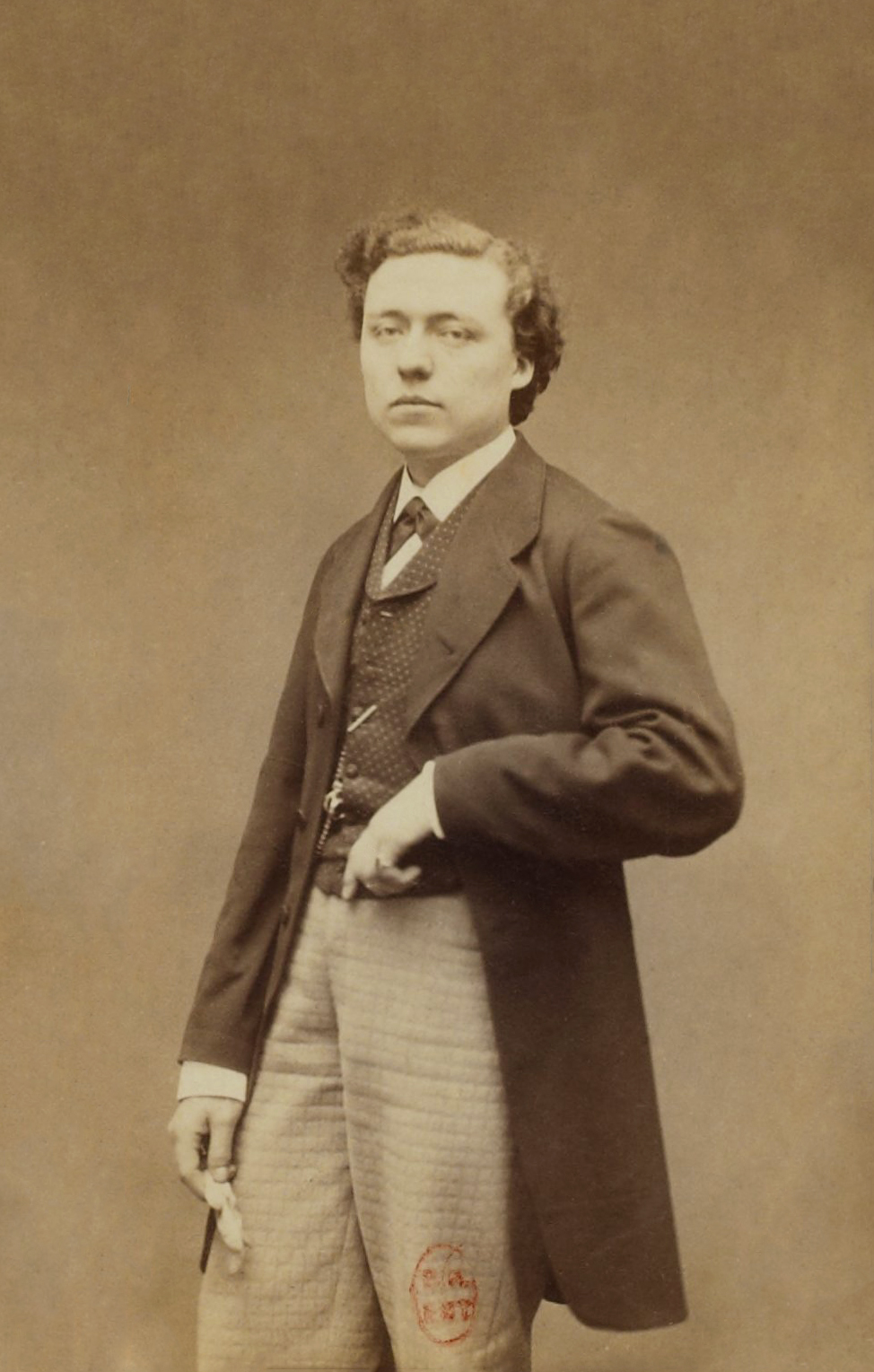
Louis-Joseph Diémer, il dedicatario di questo lavoro

Nel 1863 Massenet vinse il Prix de Rome come compositore e si trasferì a Roma. In una lettera a sua sorella scrisse: "Sto lavorando di più al pianoforte. Sto studiando agli Études di Chopin, ma soprattutto Beethoven e Bach come il vero musicista-pianista". Quell'anno iniziò gli schizzi per il suo concerto per pianoforte.
I lavori non furono completati fino al 1902, quando Massenet aveva quasi sessant'anni. In un periodo di tre mesi, Massenet completò il concerto per pianoforte.

## Première
La prima mondiale di questo lavoro ebbe luogo il 1º febbraio 1903 al Conservatorio di Parigi. Il sessantenne Louis Diémer, a cui il lavoro era dedicato, fu il solista della prima.

## Accoglienza
La première ricevette recensioni molto tiepide sia sulla musica che sull'esecuzione di Diémer. Il pianista Mark Hambourg commentò il modo in cui Diémer aveva suonato: "un interprete arido come il deserto di polvere con un forte suono sferragliante". Quindi ci sono alcune ipotesi che il modo di suonare di Diémer sia colpevole dell'impopolarità del concerto.
Inoltre il concerto fu considerato  come obsoleto, perché nel frattempo i gusti della società parigina si erano allontanati da questo concerto in ''stile salone'' di Massenet.

## Struttura
Il lavoro è nella tipica struttura a tre movimenti. Un'esecuzione tipica dell'opera dura circa trenta minuti.
1. Andante Moderato (46 = semiminima puntata) — Allegro non troppo (84 = semiminima puntata). tempo 3/4. (14')
2. Largo. Massenet qui fornisce ulteriori osservazioni: "Pour le début, 44 = ♩ et les passages semblables y compris la fin; puis, dans le courant de ce morceau, varier entre 60 = ♩ et 66 = ♩ selon le sentiment." (Per l'inizio e passaggi simili fino alla fine, da 44 a un quarto di nota; poi, nel resto di questo pezzo, variare il tempo fra 60 e 66 ad un quarto, secondo la sensibilità). tempo di 4/4. (9')
3. "Airs slovaques" Allegro. (116 = ♩). tempo di 3/4. (7')

### I movimento

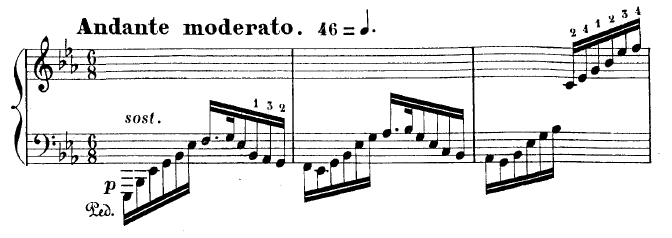
Le battute iniziali della parte solista del primo movimento, suonata su accordi sostenuti negli archi.

Il primo movimento inizia e termina in Mi bemolle maggiore. Mostra il lato operistico di Massenet (Massenet era uno dei migliori compositori d'opera ai suoi tempi). In un certo senso, ricorda da vicino il concerto per pianoforte n. 5 di Beethoven, soprattutto perché entrambi i concerti sono nella stessa chiave ed entrambi hanno un esordio fiorente nel pianoforte.

### II movimento

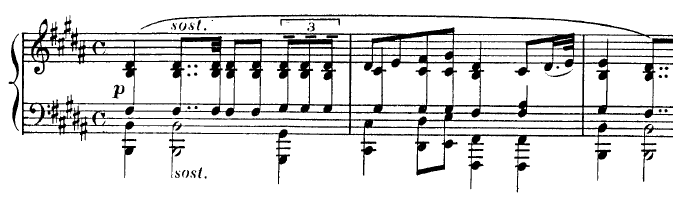
Le battute iniziali del secondo movimento, suonate dal solo solista

Il secondo movimento, in si maggiore, è una passeggiata lenta e ponderata con il piano prominente su tutto. Ci sono ampi svolazzi orchestrali nel mezzo di questo movimento. Alla fine la musica arriva a una riposante ripresa del tema e il movimento termina quietamente in un mormorio che si affievolisce.

### III movimento

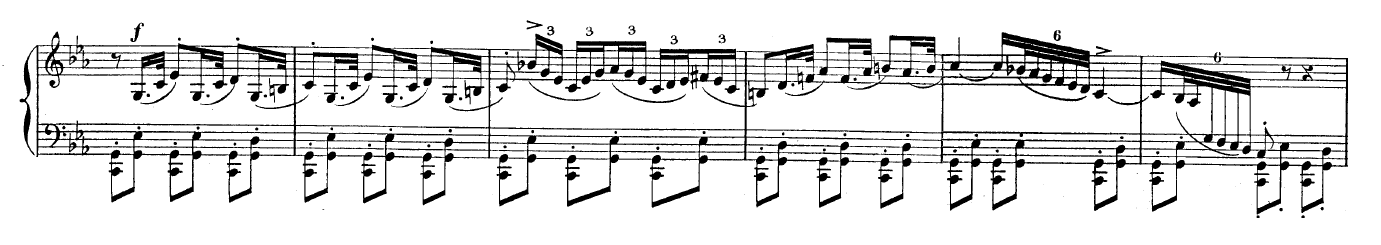
Il tema principale "Airs Slovaques", che fornisce lo slancio ritmico e melodico per l'intero terzo movimento.

Il terzo movimento, in do minore, è sottotitolato "Airs Slovaques", alludendo al surrogato di melodia di danza alla slovacca che Massenet usa dappertutto. La breve sezione in 2/4 verso la fine evoca i passaggi virtuosistici delle Rapsodie ungheresi di Liszt, prima di tornare al tema principale, accelerando costantemente in passaggi acrobatici nel pianoforte ed esplosioni fiammeggianti nell'orchestra. Massenet aggiunge triangolo e glockenspiel per aumentare il sapore esotico di questo movimento.
Il concerto per pianoforte di Massenet è una delle poche opere che inizia in chiave maggiore (Mi bemolle maggiore) e termina in minore (do minore).

## Strumentazione
Il concerto è scritto per pianoforte solista accompagnato da un'orchestra di dimensioni tipiche:ottavino, 2 flauti, 2 oboi, 2 clarinetti, 2 fagotti, 4 corni, 2 trombe, 3 tromboni, timpani, percussioni ed archi.

## Discografia
Di questo concerto sono state fatte una manciata di registrazioni.
| Solista        | Orchestra                               | Direttore          | Data |
| -------------- | --------------------------------------- | ------------------ | ---- |
| Marylène Dosse | Westphalian Symphony Orchestra          | Siegfried Landau   | 1974 |
| Stephen Coombs | Orchestra Sinfonica Scozzese della BBC  | Jean-Yves Ossonce  | 1997 |
| Aldo Ciccolini | Orchestre Philharmonique de Monte-Carlo | Sylvain Cambreling | 1979 |
| İdil Biret     | Bilkent Symphony Orchestra              | Alain Paris        | 2007 |

La registrazione con Stephen Coombs e la BBC Orchestra è stata pubblicata nel volume 15 di "The Romantic Piano Concerto", sull'etichetta Hyperion.
La registrazione con Marylene Dosse e la Westfalian Symphony è stata pubblicata in un set di 2 CD intitolato "French Piano Concertos", con questo concerto e concerti di Lalo, Roussel ed altri compositori francesi.